# Faeto
Faeto – miejscowość i gmina we Włoszech, w regionie Apulia, w prowincji Foggia.
Według danych na rok 2004 gminę zamieszkiwało 799 osób, 30,7 os./km².
W Fateo urodził się biskup Raffaele Castielli.